# SH-domein
Een SH-domein is een eiwitmotief dat een rol speelt bij signaaltransductie en signaalamplificatie.
Er bestaan verschillende modellen voor signaalamplificatie; het resultaat van zo'n signaalcascade is bijvoorbeeld dat substraten gefosforyleerd worden, zoals proto-oncogenproduct-transcriptiefactoren (c-Myc en c-Jun), andere transcriptiefactoren of structurele eiwitten.
Veel van die signaaleiwitten hebben SH-domein, zoals het het SH2-domein (Src-homology-2; Src is een acronym voor het oncogeen, coderend voor een SaRComa). Ook andere SH-domeinen behoren tot het Src-proto-oncogen, zoals het SH1- en SH3-domein. 
Elk van deze domeinen heeft specifieke eigenschappen in het proteïne:
- SH1-domein is het katalytisch centrum: het staat in voor tyrosine-specifieke fosforylering (het is met andere woorden het tyrosinekinase-domein)
- SH2-domein is 100 aminozuren lang en heeft een affiniteit voor (P)Y-X-N1-N2
- SH3-domein is 60 aminozuren lang en heeft een affiniteit voor korte proline-rijke peptidesegmenten

SH-domeinen behoren dus tot een groep eiwitten die een rol spelen in de signaalcascade. Het SH2-domein bijvoorbeeld interageert met eiwitten via de gefosforyleerde tyrosine van het eiwit; er is dus een associatie tussen die eiwitten via het SH2-domein, hetgeen resulteert in verdere signaalcascade.